# Nanpi
Nanpi (chinesisch 南皮县, Pinyin Nánpí Xiàn) ist ein nordchinesischer Kreis der bezirksfreien Stadt Cangzhou in der Provinz Hebei. Nanpi hat eine Fläche von 792,9 km² und 366.232 Einwohner (Stand: Zensus 2010). Sein Hauptort ist die Großgemeinde Nanpi (南皮镇).